# رندا جرار
رندا جرار (بالإنجليزية: Randa Jarrar؛ و. 1978) هي أستاذة جامعية أميركية بجامعة ولاية كاليفورنيا في فراسنو، حاليا في حالة غياب.

## سيرة ذاتية
ولدت رندا جرار في شيكاغو لوالدة مصرية ويونانية ووالد فلسطيني. تربت بين الكويت ومصر حتى  حرب الخليج الثانية عام 1991، عندما انتقلت عائلتها إلى الولايات المتحدة مجددا، واستقرت في منطقة نيويورك وهي عمرها 13 عام. درست جرار الكتابة الإبداعية في جامعة سارا لورانس، وحصلت على شهادة ماجستير الآداب من جامعة تكساس في أوستن في دراسات الشرق الأوسط، وماجستير الفنون الجميلة في الكتابة الإبداعية من جامعة ميشيغان.
هي تدرّس الكتابة الجامعية والكتابة الإبداعية والأدب العربي الأميركي. 
تقول إن «جامعة ولاية كاليفورنيا في فراسنو أغلبيتها أقلية. أغلبية طلابي هم من السمر: أميركيون لاتينيون وأميركيون آسيويون وأميركيون مسلمون. هم الجيل الأول في عائلاتهم أن يكونوا طلابا جامعيين. أو هم أولاد العمال المهاجرين. أو يعملون دواما كاملا وهم يربون أولادهم»

## انتقاد
كتبت جرار مقالا يعبر عن رأيها اسمه «لماذا لا أحتمل البيضاء التي ترقص الرقص الشرقي» نشر في سالون عام 2014. في هذا المقال، قالت جرار إنها تحس أن النساء اللاتي يرقصن الرقص الشرقي يقومن بالاستحواذ الثقافي و«اسمرار الوجه». وانتقد تعليقها انتقادا واسعا؛ فقال أستاذ في كلية القانون بجامعة كاليفورنيا، لوس أنجلوس أوجين ڤولوخ ساخرا: «لعل القول للناس إنهم لا يمكن أن يعملوا في مجال ما لأنهم لهم لون البشرة الخاطئة أو الأصول الخاطئة هو... يا... لا أعرف ماذا يجب أن أسميه... لو كانت هناك مجرد صفة لنستعملها أن تعني 'القول للناس إنهم يجب ألا يعملوا شيئا، بسبب عرقهم أو أصلهم.'» 
الكاتب لمجلة ذا أتلانتيك، كونور فريدرزدورف، أشار إلى أخطاء تاريخية في حجج جرار، يستشهد بمصدر أكاديمي: «باختلافات إقليمية، يبدو أن شيئا مثل الرقص الشرقي كان معروفا حول البحر المتوسط ولا شك أنه ازدهر في مصر وفي شرق المتوسط قبل قدوم العرب في القرن السابع.» 
الروائية والرسامة، جِي وِلُو وِلْسَن، كتبت دفاعا عن جرار: «عندما ترقص على مسرح ما بالحزام وتطلقين على نفسك اسم» علياء سليم«وتحظين علي الثناء، بينما النساء اللاتي اسمهن حقا علياء سليم هن يقتصرن اسمهن لاسم أكثر غربا كاسم» ألي«وهن يتساءلن ما إذا كانت لهجتهن شديدة للغاية أو ما إذا كان مدرائهن سينظر إلى حجابهن نظرة الارتياب أو ما إذا كان الأطفال في المدرسة يسخرون من أولادهن، فاسمعيني: أنت تمارسين امتيازك الهائل.» 
كتبت جرار مقالا لاحقا لمقالها الأول، وعنوانه «مازلت لا أحتمل البيضاء التي ترقص الرقص الشرقي».
يوم 17 أبريل 2018، عند وفاة السيدة الأولى السابقة، باربرا بوش، وصفتها جرار بأنها «عنصرية مدهشة» وتبجحت بأنها «لن تطرد أبدا» بسبب كلامها التحريضي وذلك لأنها تتمتع بحالة الإثبات المهني في جامعة ولاية كاليفورنيا في فراسنو. قالت جرار ردا على تعاليق الإدانة: «أنا سعيدة أن المشعوذة ميتة.» انتقدت انتقادا واسعا، وتغريداتها لم تعد رؤيتها ممكنة فحسابها خاص الآن. رد رئيس الجامعة، جوزَف كاسترو، على الغضب العام قائلا: «آراء الأستاذة جرار المعبرة وتعاليقها من الواضح أنها مضادة لمبادئ جامعتنا الأساسية، بما فيها احترام من لهم آراء تختلف عن آرائنا والتعاطف معهم.»

## جوائز
- 2004 Million Writers Award for best short story online[3]
- 2007 Hopwood Award for Best Novel
- 2009 Arab American Book Award
- 2016 Story Prize Spotlight Award
- 2017 American Book Award

## منشورات
- A Map of Home: A Novel Hardcover: Other Press 2008. "Lsa.umich.edu" (PDF). مؤرشف من الأصل (PDF) في 2012-03-07..
- A Map of Home: A Novel Paperback: Penguin 2009. (ردمك 0143116266).
- Him, Me, Muhammad Ali Paperback: Sarabande Books 2016. "Spotlight Award Winner". The Story Prize (بالإنجليزية الأمريكية). Archived from the original on 2018-04-24. Retrieved 2017-01-31.

المختارات الأدبية
- Words Without Borders: The World Through the Eyes of Writers, Alane Salierno Mason, Dedi Felman, Samantha Schnee (eds), Anchor Books, March 2007, (ردمك 9781400079759)
- Beirut39 Bloomsbury 2010
- Watchlist: 32 short stories by persons of interest O/R Books 2016 (ردمك 9781936787418)

ترجمة
- The Year Of The Revolutionary New Bread-making Machine by Hassan Daoud, 2007. (ردمك 9781846590269), Published by Telegram, Paperback
- (ردمك 9781400079759)